# Фьораванти, Доменико
Доме́нико Фьорава́нти (Фиораванти; итал. Domenico Fioravanti, род. 31 мая 1977 года) — бывший итальянский пловец-брассист. Двукратный Олимпийский чемпион, призёр чемпионатов мира и Европы.

## Карьера
Доменико Фьораванти начал заниматься плаванье в девятилетнем возрасте вместе со своим старшим братом Массимилиано, который тоже стал пловцом, но не добился таких успехов, как младший брат.
До 20 лет тренировался в команде Libertas Nuoto Novara под руководством Федерального Тренера Sartori Paolo.
В 1995 году Фьораванти впервые попал в состав сборной, которая выступала на первенстве Европы в Вене. Там Доменико выступил только на стометровке брассом, где занял 21-е место.
В 1998 году итальянец дебютировал на мировых первенствах. В Перте это лучшим результатом стал выход в финал на стометровке, где он занял пятое место. В 1999 году Фьораванти стал вице-чемпионом мира в двадцатипятиметровом бассейне.
Наиболее успешным в карьере итальянца оказался 2000 год. Он выиграл по два золота на европейских первенствах в стандартом и коротком бассейнах, а также стал абсолютным олимпийским чемпионом.
На дистанции 100 метров Фьораванти не знал себе равных. Он показал лучшее время в квалификации, полуфинале, а в финальном заплыве и вовсе обновил олимпийский рекорд, став первым итальянским пловцом, ставшим олимпийским чемпионом.
На двухсотметровке Доменико занял только девятое место в квалификации, зато в полуфинале и финале одерживал победы в доминирующем стиле. Так в финальном заплыве он опередил ближайшего преследователя почти на две секунды.
В 2001 году на первенстве мира в Фукуоке итальянский брассист завоевал серебряную и бронзовую награды, а в 2003 году в Барселоне остался без медалей, показав только шестое место на стометровке.
Перед Олимпиадой 2004 у итальянца была обнаружена гипертрофия желудочка, в результате чего он вынужден был не только отказаться от защиты звания олимпийского чемпиона, но и завершил спортивную карьеру.
В настоящее время Доменико Фьораванти является функционером итальянской федерации плаванья. Во время крупных соревнований приглашается каналом RAI в качестве комментатора и спортивного эксперта.
В 2012 году был включен в Международный зал славы плавания.